# Francesco Da Gioz
Francesco Da Gioz (detto Checco delle Roe; Sedico, 3 ottobre 1896 – Peron, 17 febbraio 1945) è stato un partigiano italiano.
Nel 1910 emigrò con il padre in Svizzera. Partecipò alla prima guerra mondiale e successivamente lavorò nelle miniere dell'Arsia, in Istria dove organizzò le guardie rosse del neonato PCd'I e fu comandante della Guardia Rossa della Repubblica di Albona. Licenziato per rappresaglia nel 1923 si rifugiò in Francia. Rientrò ammalato in Italia nel 1933 e si dedicò all'organizzazione clandestina antifascista nel bellunese. Dopo l'8 settembre 1943 fu tra i primi partigiani del Nucleo partigiano "Luigi Boscarin"/"Tino Ferdiani" e venne nominato segretario della Federazione Comunista di Belluno. Arrestato dai tedeschi, fu torturato e poi impiccato.
Il comune di Sedico gli ha intitolato una strada nella frazione di Peron.